# Pigeon ramiret
Patagioenas speciosa
Espèce
Statut de conservation UICN

 LC  : Préoccupation mineure
Le Pigeon ramiret (Patagioenas speciosa) est une espèce de pigeon de la famille des Columbidae originaire de l'Amérique tropicale.

## Répartition
Il se trouve du sud du Mexique à l'ouest de l'Équateur, au sud du Brésil, au nord de l'Argentine et à la Trinité.

## Habitat
Il est assez commun dans les forêts semi-ouvertes.

## Comportement
Son vol est haut, rapide et direct, avec les battements réguliers et de temps en temps quelques battements d'ailes rapides caractéristiques des pigeons en général. Il est habituellement très prudent, car il est souvent chassé.

## Description
Il mesure environ 36 cm de long et pèse normalement environ 290 g. Les mâles adultes ont un plumage principalement brun pourpre, avec une apparence écailleuse plus pâle au niveau du cou et du ventre. Le bas ventre est blanchâtre bordé de pourpre. Le tour des yeux, les pattes et le bec sont rouges, ce dernier ayant une pointe blanche. La femelle est brun foncé plutôt que brun violacé et est légèrement plus petite que le mâle.

## Alimentation
Il se nourrit principalement de fruits et de graines.

## Voix
L'appel est une série de roucoulements graves cro-ku ks qui diffère nettement de celui des autres espèces de son genre comme le Pigeon à couronne blanche (Mahler et Tubaro 2001). C'est un oiseau solitaire qui ne vit pas en groupes.

## Nidification
Il construit un nid sur une plate-forme de branches dans un arbre et y pond deux œufs blancs. Il peut quelquefois nicher sous une fougère (Pteridium aquilinum) au niveau du sol ou dans la canopée de fougères arborescentes (Cyathea cyatheoides). L'Élanion perle en visite les nids comme un prédateur naturel (Aguilar, 1996).